# Hans-Uwe Pilz
Hans-Uwe Pilz (* 10. listopadu 1958, Hohenstein-Ernstthal) je bývalý německý fotbalista, záložník a obránce, reprezentant Východního Německa (NDR). Po skončení aktivní kariéry působil jako trenér.

## Fotbalová kariéra
Ve východoněmecké oberlize hrál za Sachsenring Zwickau a Dynamo Drážďany, nastoupil ve 281 ligových utkáních a dal 48 gólů. V roce 1982 nahradil v Drážďanech Gerda Webera, který dostal zákaz činnosti po svém pokusu o emigraci. V letech 1989 a 1990 získal s Dynamem Drážďany mistrovský titul a v letech 1982, 1984, 1985 a 1990 východoněmecký fotbalový pohár. Dále hrál ve 2. bundeslize za SC Fortuna Köln. V bundeslize hrál po sjednocení Německa za Dynamo Drážďany, nastoupil ve 107 bundesligových utkáních a dal 4 góly. V Poháru mistrů evropských zemí nastoupil ve 2 utkáních, v Poháru vítězů pohárů nastoupil ve 12 utkáních a dal 6 gólů a v Poháru UEFA nastoupil v 11 utkáních a dal 1 gól. Kariéru končil ve 2. bundeslize v týmu FSV Zwickau. Za reprezentaci Východního Německa (NDR) nastoupil v letech 1982–1989 ve 35 utkáních.

## Ligová bilance
| Ročník                                  | Zápasy | Góly | Klub                |
| --------------------------------------- | ------ | ---- | ------------------- |
| DDR-Oberliga 1976/77                    | 20     | 3    | Sachsenring Zwickau |
| DDR-Oberliga 1977/78                    | 13     | 2    | Sachsenring Zwickau |
| DDR-Oberliga 1978/79                    | 0      | 0    | Sachsenring Zwickau |
| DDR-Oberliga 1979/80                    | 18     | 2    | Sachsenring Zwickau |
| DDR-Oberliga 1980/81                    | 26     | 6    | Sachsenring Zwickau |
| DDR-Oberliga 1981/82                    | 12     | 4    | Sachsenring Zwickau |
| DDR-Oberliga 1981/82                    | 12     | 3    | Dynamo Drážďany     |
| DDR-Oberliga 1982/83                    | 224    | 3    | Dynamo Drážďany     |
| DDR-Oberliga 1983/84                    | 26     | 6    | Dynamo Drážďany     |
| DDR-Oberliga 1984/85                    | 16     | 4    | Dynamo Drážďany     |
| DDR-Oberliga 1985/86                    | 21     | 3    | Dynamo Drážďany     |
| DDR-Oberliga 1986/87                    | 24     | 3    | Dynamo Drážďany     |
| DDR-Oberliga 1987/88                    | 17     | 3    | Dynamo Drážďany     |
| DDR-Oberliga 1988/89                    | 18     | 3    | Dynamo Drážďany     |
| DDR-Oberliga 1989/90                    | 24     | 2    | Dynamo Drážďany     |
| DDR-Oberliga 1990/91                    | 12     | 1    | Dynamo Drážďany     |
| 2. německá fotbalová Bundesliga 1990/91 | 13     | 1    | SC Fortuna Köln     |
| Německá fotbalová Bundesliga 1991/92    | 32     | 1    | Dynamo Drážďany     |
| Německá fotbalová Bundesliga 1992/93    | 29     | 2    | Dynamo Drážďany     |
| Německá fotbalová Bundesliga 1993/94    | 21     | 1    | Dynamo Drážďany     |
| Německá fotbalová Bundesliga 1994/95    | 25     | 0    | Dynamo Drážďany     |
| 2. německá fotbalová Bundesliga 1995/96 | 14     | 3    | FSV Zwickau         |
| 2. německá fotbalová Bundesliga 1996/97 | 20     | 1    | FSV Zwickau         |
| CELKEM DDR-Oberliga                     | 281    | 48   |                     |
| CELKEM Německá fotbalová Bundesliga     | 107    | 4    |                     |